# 形动词
形动词是俄语中一类特殊形式的动词。它具有动词和形容词的双重特征。
- 形动词的动词特征：表示事物的行为或状态，具有时、体等意义，并与原来的动词一样，可带有所要求的补语，状语或动词不定式。
- 形动词的形容词特征：有性、数、格的变化，在句中通常做定语，说明名词，回答какой所引导的问题。